# Tamina Snuka
Tamina, właśc. Sarona Reiher (ur. 10 stycznia 1978 w Vancouver w stanie Waszyngton) – amerykańska, profesjonalna zawodniczka wrestlingu. Pracuje dla federacji WWE, gdzie występuje w brandzie SmackDown.
Reiher jest córką Jimmy’ego "Superfly" Snuki, członka WWE Hall of Fame i młodszą siostrą byłego zapaśnika WWE, Deuce'a.

## Kariera wrestlerki

### WWE (2009–obecnie)

#### Różne sojusze (2009–2020)
W grudniu 2009 Reiher podpisała rozwojowy kontrakt z World Wrestling Entertainment i została przydzielona do Florida Championship Wrestling (FCW). W maju 2010 Reiher zadebiutowała na głównym rosterze federacji obok grupy The Usos zwaśnionych wówczas z członkami Hart Dynasty (David Hart Smith, Tyson Kidd i Natalya).
Przez większość swojej kariery Tamina należała do różnych ugrupowań, takich jak Team B.A.D., czy też The Welcoming Committee. Służyła również jako menedżerka dla AJ Lee, przez większość 2013 roku, aż do Raw po WrestleManii XXX. Poza różnymi sojuszami próbowała swoich sił jako singlowa zawodniczka i wielokrotnie starała wygrać mistrzostwa kobiet, lecz jej to się nie udało.

#### WWE Women’s Tag Team Champion (2020–obecnie)
Pod koniec 2020 roku Tamina sprzymierzyła się z dawną rywalką, Natalyą. Na część 2 WrestleManii 37, czyli 11 kwietnia 2021, WWE Women’s Tag Team Champions Nia Jax i Shayna Baszler zostały wyznaczone do obrony tytułu mistrzowskiego, w walce z zwyciężczyniami Tag Team Turmoil matchu, który został zaplanowany na część 1, czyli 10 kwietnia. Sojusz Natalyi i Taminy wyszedł zwycięsko z tego starcia, lecz następnego dnia zostały pokonane przez drużynę mistrzyń.
Przez cały kwiecień Jax i Baszler, u boku nowego menedżera Reginalda, kontynuowały rywalizację z Natalyą i Taminą. Rywalki co tydzień odnosiły zwycięstwa zarówno nad Nią, jak i Shayną, a nawet nad Reginaldem. Doprowadziło to do rewanżu o tytuły, na SmackDown 14 maja 2021, gdzie Natalya i Tamina zakończyły dominację Jax i Baszler, odbierając im mistrzostwa. Tą walką duet zakończył drugie panowanie Nii i Shayny po 103 dniach. Nowe mistrzynie dwukrotnie zdołały obronić mistrzostwo, w walkach rewanżowych przeciwko Jax i Baszler na Raw.
15 lipca ogłoszono, że zarówno Natalya i Tamina będą uczestniczyć, w Money in the Bank ladder matchu kobiet na Money in the Bank 18 lipca.

## Mistrzostwa i osiągnięcia
- WWE
  - WWE Women’s Tag Team Championship (1 raz) – z Natalyą[18]
  - WWE 24/7 Championship (1 raz)[19]